# Pestalotiopsis royenae
Pestalotiopsis royenae är en svampart som först beskrevs av Guba, och fick sitt nu gällande namn av Steyaert 1949. Pestalotiopsis royenae ingår i släktet Pestalotiopsis och familjen Amphisphaeriaceae.   Inga underarter finns listade i Catalogue of Life.